# Cinecittà

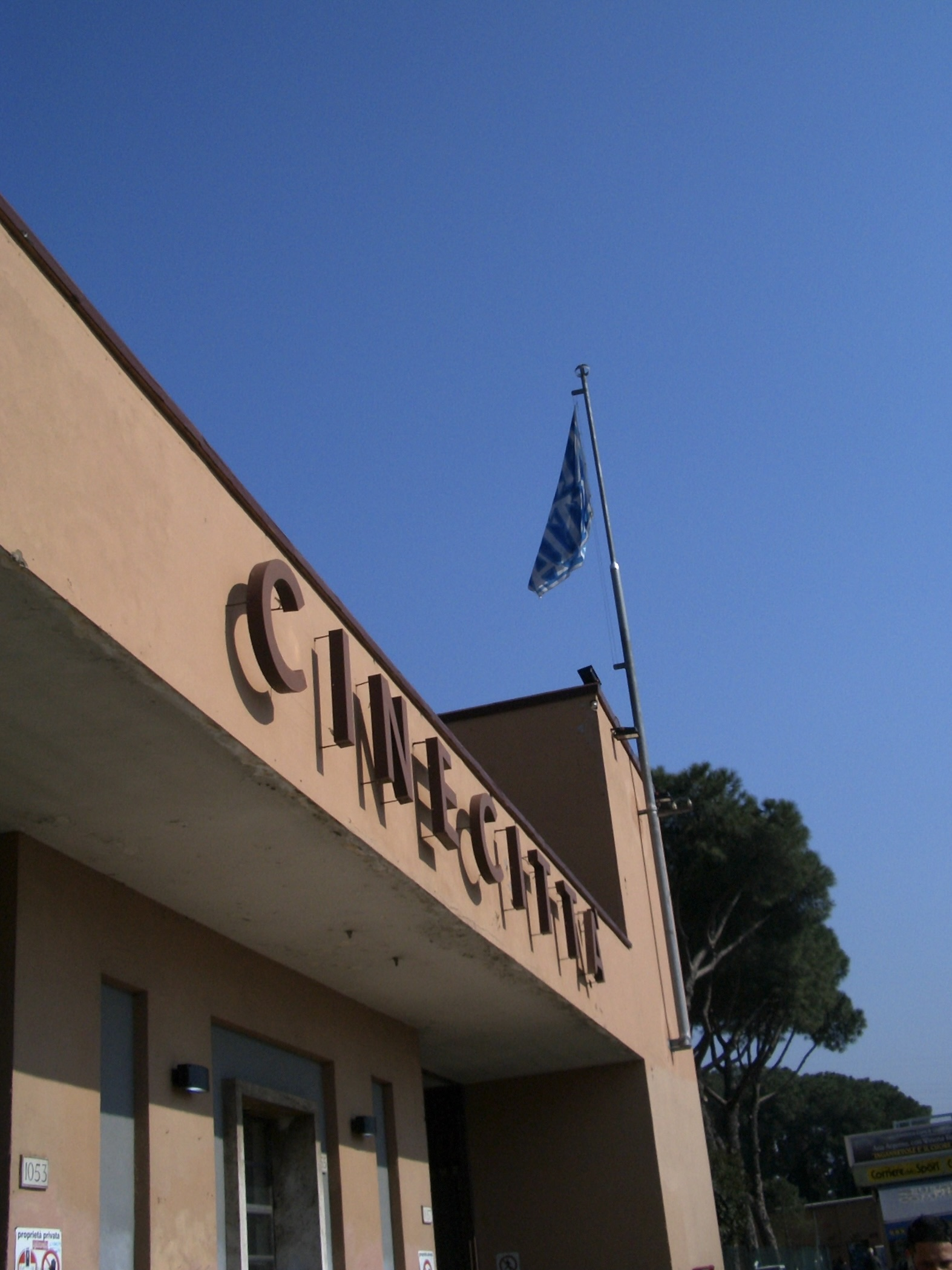
Entrada dos estúdios da Cinecittà

Cinecittà [tʃinetʃitˈta] é um complexo de teatros e estúdios situados na periferia oriental de Roma (cerca de 9 km de distância) responsável pela maior parte da produção cinematográfica italiana: aí vários filmes são rodados e espetáculos televisivos são gravados.

## Histórico
Os estúdios foram uma ideia e realização do regime fascista. As obras começaram em 26 de janeiro de 1936 e somente quinze meses depois, em 28 de abril de 1937, ocorreu a inauguração. Entre 1937 e 1943 foram rodados cerca de trezentos filmes, mostrando a vitalidade da produção cinematográfica italiana da época. Em 1940, com a permissão do ditador espanhol Francisco Franco e do italiano Benito Mussolini, foi rodado o filme Sin novedad en el Alcázar!, recebendo o Prêmio Mussolini.
Depois da Segunda Guerra Mundial a produção retomou lentamente seu ritmo, mas foi nos anos 1950 que Cinecittà estabeleceu-se com um dos estúdios cinematográficos mais importantes do mundo, com as películas estadunidenses Quo Vadis de Mervyn LeRoy (1951) e Ben-Hur de William Wyler (1959). Este boom teve origem na competitividade econômica dos estúdios romanos, que receberam o título informal de "Hollywood no Tibre".

Nos anos 1990 toda a estrutura foi privatizada e profundamente modificada para adaptá-la às novas exigências do mercado das comunicações, como a televisão digital.